# Sistrurus catenatus
Sistrurus catenatus là một loài rắn trong họ Rắn lục. Loài này được Rafinesque mô tả khoa học đầu tiên năm 1818.

## Hình ảnh

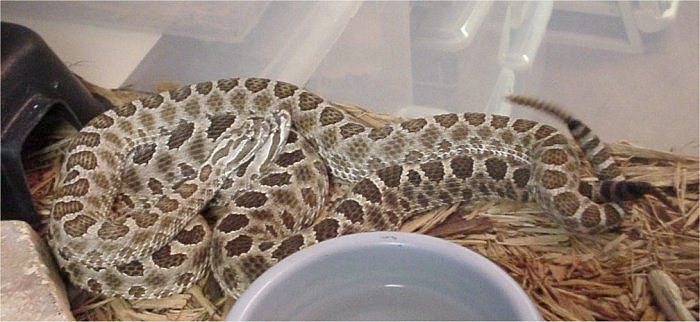
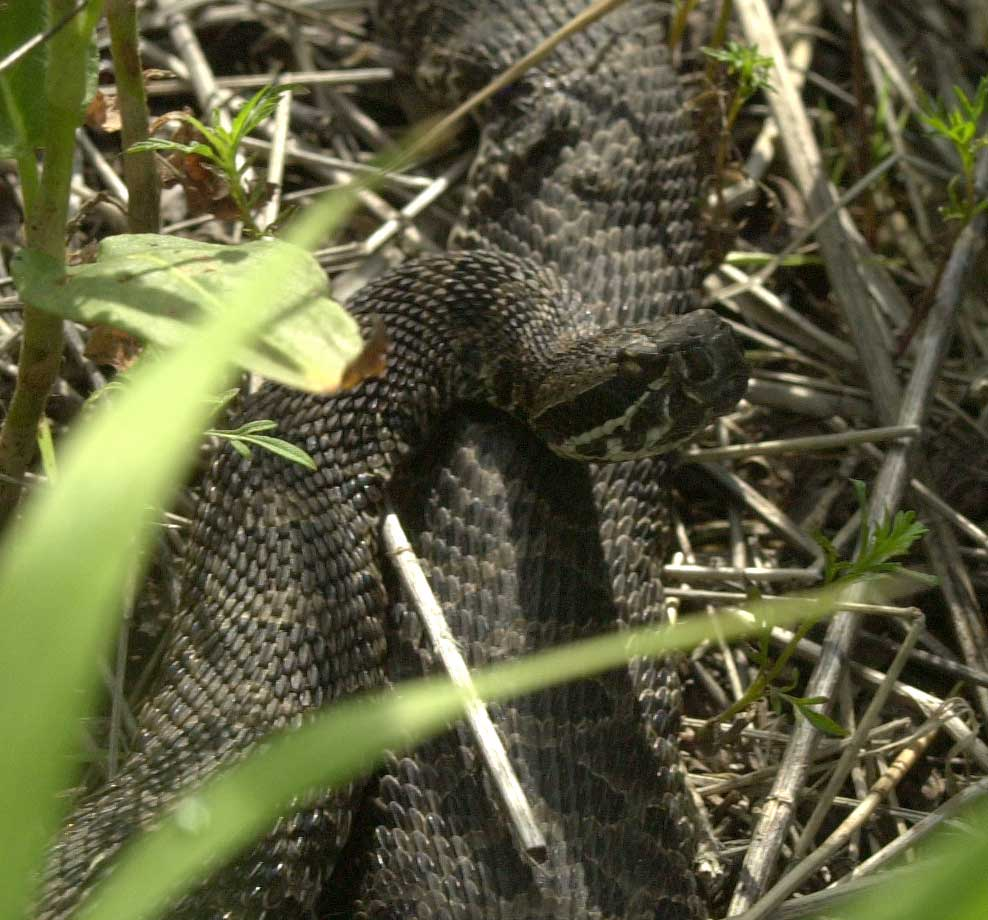
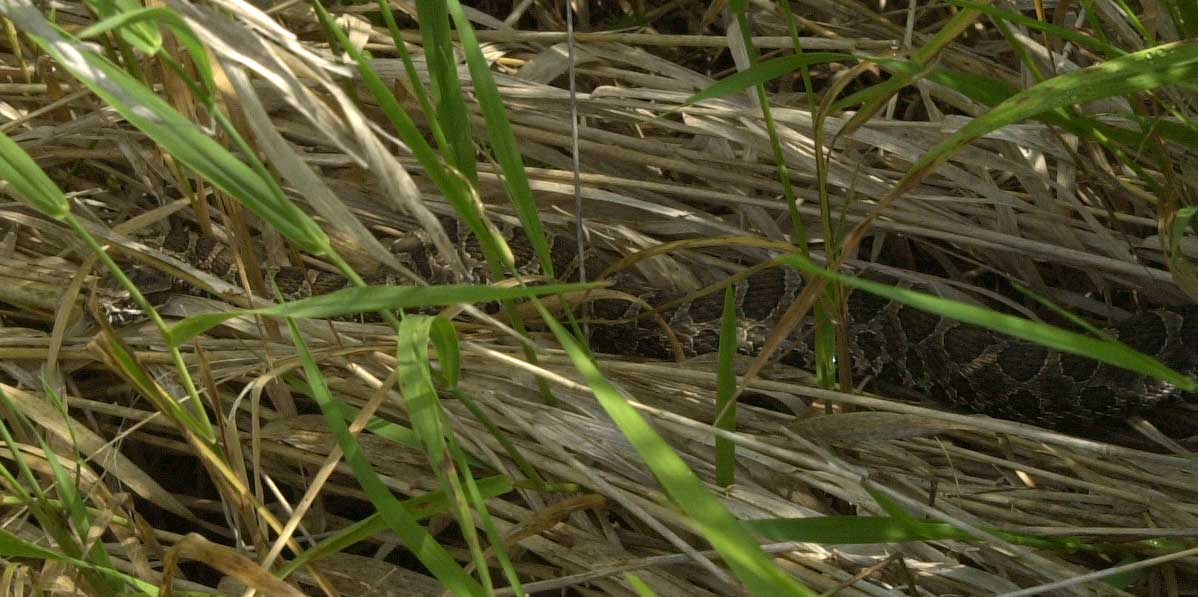
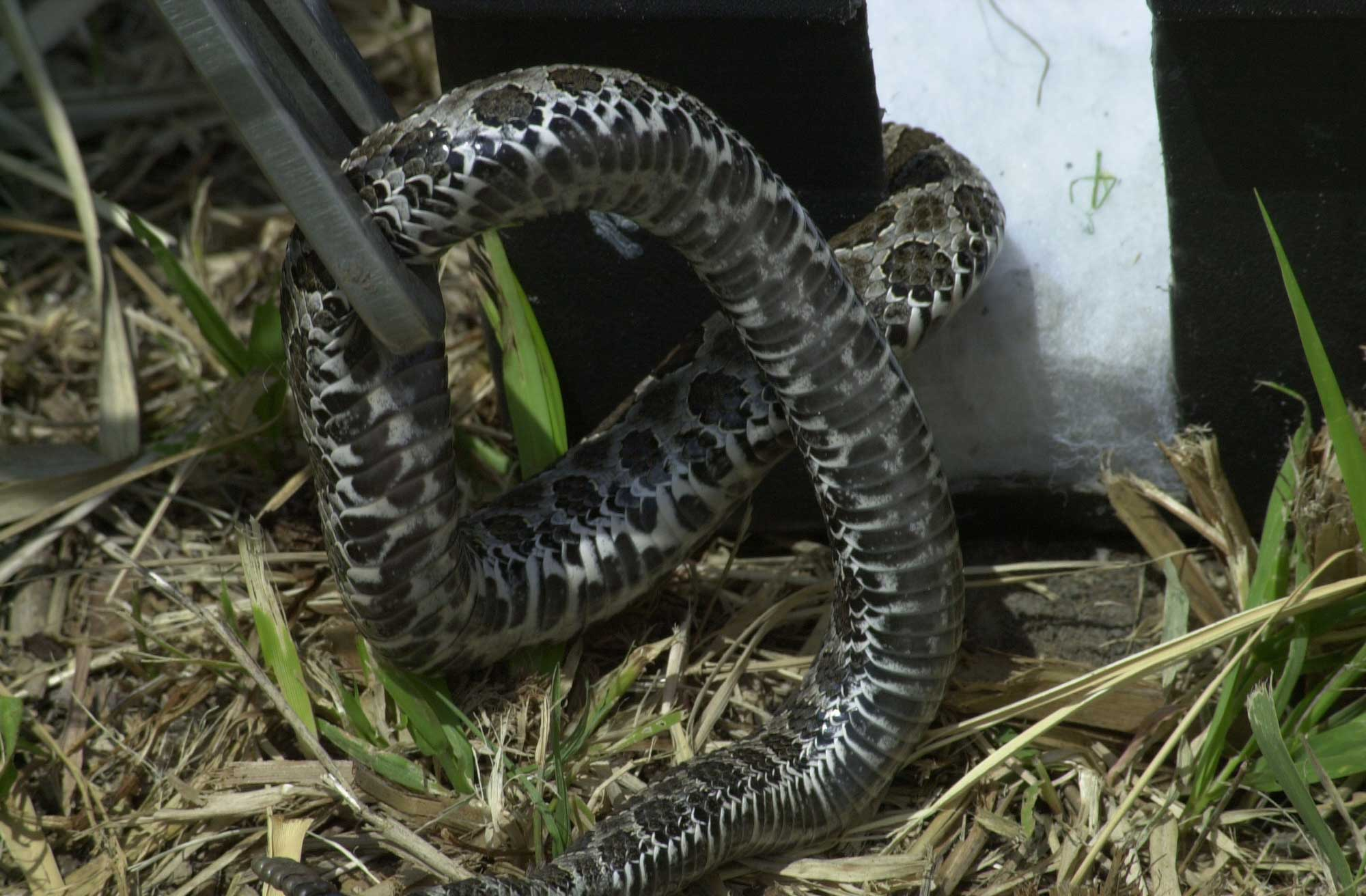